# 小野寺ずる
小野寺 ずる（おのでら ずる、1989年5月17日 - ）は、日本の俳優、脚本演出家、漫画家。
宮城県気仙沼市出身。女子美術大学卒業。所属事務所はBLUE LABEL。

## 略歴
宮城県気仙沼市の沿岸部で18年間生まれ育ち、幼少期には日本舞踊や作文朗読に親しみ、軽音楽部に所属し歌や楽器演奏をしていた。
神奈川県の女子美術大学に進学し、表現では食べていけないと始めた就職活動が難航する中で「舞台などをやってみたら」「好きなことをやり、アルバイトをしながら生活するのも、少しの間ならいいのでは」と父に勧められて、4年生になった直後の2011年4月にオーディションに合格して初舞台に立ち、舞台を中心に活動を開始する。
2013年に劇団「□字ック」に入団し、KAKUTA、燐光群、タカハ劇団、堤幸彦演出作品など外部作品にも多く出演し年7、8本のハイペースで舞台出演を続ける。2014年には主演を務めた劇団「□字ック」第八回本公演『荒川、神キラーチューン』での演技により「CoRich舞台芸術まつり!2014」にて俳優賞を受賞。2018年6月、5年間在籍した劇団を退団。。
2019年3月に個人表現研究所「ZURULABO」を開設し、同年5月に60分の一人芝居『同じ浄土に咲く花で』を上演する。
役者活動の傍らで、「糞詩人」「ド腐れ漫画家」と自称し、『演劇ぶっく』、『日刊SPA!』の連載や自身のSNSを通じて漫画やポエムを発表している。
2022年からは脚本、演出としての活動も本格的にスタートさせた。

## 人物
身長は159cm。 
特技は東北弁、絵を描く、ドラム演奏、即興ダンス、即興歌唱。
趣味は写真鑑賞、散歩、銭湯。
芸名の「ずる」の由来は、母が「ちずる」という名の友人を呼ぶときの「ずるちゃん」の響きに惹かれたことから。漢字表記では「狡（ずる）い」の「狡」で、「狡」の字がセクシーだと思ったとしている。

## 出演

### 舞台
劇団□字ック公演
- 燦燦（2011年4月、第三回本公演）
- ワールドワールドワールド（2011年9月、劇団劇場vol.4）
- 鳥取イヴサンローラン（2011年11月、第四回本公演）
- 鬼畜ビューティー（2012年6月、第五回本公演）
- 渇望（2013年7月、番外公演）
- SUMMER4分（2013年9月、鬼FES.2013）
- ねこねこアボガド（2013年9月、鬼FES.2013） - 脚本/演出/振付/出演
- 退カヌコビヌカエリミヌヌ（2013年11月、第七回本公演）
- 荒川、神キラーチューン（2014年5月、第八回本公演） - 主演
- ある女の挫折と再生（2014年）※名嘉友美 脚本/演出
- 媚微る（2014年12月、第九回本公演）
- 東京（2015年5月、TABACCHI プロデュース公演「40 minutes VOL2」）
- 荒川、神キラーチューン（2016年6月 - 7月、第十一回本公演）
- 丸山事件（2017年7月、ライブハウス公演「Ｙ FUTAMATA」）※青木秀樹 脚本/演出
- 滅びの国（2018年1月、第十二回本公演）

ZURULABO公演
- 同じ浄土に咲く花で(2019年5月)※一人芝居 - 企画/出演[4]
- 美食家(2022年10月)　-脚本/演出/出演
- ワルツ(2023年2月)　-脚本/演出※15minutes made in本多劇場参加作品
- SUZUKA博士の異常な(2023年12月)　-脚本/演出/出演
- カウンセリング(2024年5月)※一人芝居　-脚本/演出/出演

外部公演
- 君を好きにできない（2012年、コーヒーカップオーケストラ）
- 首吊り台から歌ってみせる（2012年、メガロザ）
- ハッピーネガティブ・ボーイフル（2012年、吉本神保町花月）
- つまんなかったら言ってね、死ぬから。（2012年、あんかけフラミンゴ）
- 好き好き大好き、超愛してる（2012年、オーストラ・マコンドー）
- 大女優祭（2012年、江古田のガールズ）
- 西暦2040年に死んだばあちゃんの娘（2013年、コーヒーカップオーケストラ）
- 燦燦（2013年、リップルエンターテイメントproduce）
- きれいなお空を眺めていたのに（2013年、こゆび侍）
- ギョーザ丸、出港す（2013年、トリコロールケーキ）日替わりゲスト
- Romantic Love?（2013年、劇団競泳水着）
- ダイヤモンドブス（2013年、HAPPY BIRTHDAY×ロ字ック ライブ）
- 危険な二人〜燃えっカスにもなりゃしねえ!〜（2014年、新宿コントレックス）
- あなたに贈るキス2（2014年、Initial Film）
- 真夜中の首脳会議（2014年、THEラブ人間） - ドラム&コーラス
- 話グルマ（2015年、スケッチ群像劇）
- フォルケフィエンデ〜人民の敵〜（2015年、雷ストレンジャーズ）
- ずぶ濡れのハト（2015年、日本劇作家協会主催リーディング）
- ベンチ（2015年、タイタニックゴジラ 15Minutes Made vol.13）
- かもめ（2015年、演劇ユニットnoyR）
- ファニー・ピープル（2016年、シンクロ少女）
- カムアウト（2016年、燐光群）
- アンコールの夜（2016年、KAKUTA）
- ねこはしる（2016年、KAKUTAとアルケミスト）
- 夜明けに、月の手触りを（2016年、mizhen 新人戯曲賞優秀作品） - 主演
- フォルケフィエンデ〜人民の敵〜（2016年、雷ストレンジャーズ）
- 西戸山ワルツ（2017年、サンモールスタジオproduce）
- 上野パンダ島ビキニーズ（2017年）
- ダズリング＝デビュタント（2017年、あやめ十八番）
- 湾岸線浜浦高架下4:00A.M(土、日除ク)（2017年、燐光群） - リーディング出演
- 瘡蓋の底（2017年、タカハ劇団）
- グランメゾン・アカシア（2017年、日本劇作家協会主催 リーディング）
- マイナス2.5（2018年）
- 若様組まいる〜アイスクリン強し〜（2018年）
- Last Night In The City（2018年、シンクロ少女）
- 人魚の瞳、海の青（2018年、日本劇作家協会リーディング） - 主演
- ロマン（2018年、水素74％）
- ジーザス・クライスト・レディオスター（2018年）
- OTAMESHI!鳥皮ささみ（2019年、なかないで、毒キノコちゃん）
- 見よ、飛行機の高く飛べるを（2019年、ことのはbox） - 主演
- 古-inishie-（2019年、エヌオーフォー）
- 日本劇作家協会主催 リーディングフェスタ2019（2019年）
- Better Call Shoujo（2020年、シンクロ少女） - 主演
- バクステ!3rd stage.（2020年、エヌオーフォー）
- 病室（2021年、劇団普通）
- COCOON PRODUCTION 2022「広島ジャンゴ 2022」（2022年4月5日 - 30日、東京・Bunkamura シアターコクーン/5月6日 - 16日、大阪・森ノ宮ピロティホール）[9]
- チキン南蛮の夜（2023年、くによし組） - 主演
- いいね！光源氏くん（2023年8月12日 - 19日、三越劇場） - 笹本絹代 役[10]
- 画餅 特別公演「ホテル・アムール」（2024年9月26日 - 30日、浅草九劇）[11]

### 映画
- pinto（2016年） - 主演
- 一万円札の再会（2016年）
- めがみさま（2017年）
- Edge of Love（2017年)　-主演
- 海辺の映画館―キネマの玉手箱（2020年）
- アボカドの固さ（2020年）
- 無頼（2020）
- 唄え！裸舞ソング　ふれてG コード（2021）
- YORIKO-ヨリコ（2022）　-主演
- サンセット・サンライズ（2025） -出演/方言指導
- ぶぶ漬けどうどす（2025年） - 安西莉子 役[12]
- 風のマジム（2025年公開予定） - 知念冨美枝 役[13]

### テレビドラマ
- 脳にスマホが埋められた! 第4話（2017年7月27日、読売テレビ）
- 24時間テレビ ドラマスペシャル（日本テレビ）
  - 時代をつくった男 阿久悠物語（2017年8月26日）
  - 虹色のチョーク 知的障がい者と歩んだ町工場のキセキ（2023年8月26日）
- 大河ドラマ（NHK）
  - 西郷どん 第18話（2018年5月13日）
  - どうする家康 第7回 - 第20回（2023年2月19日 - 5月28日） - お杉 役
  - 光る君へ 第30回・第33回・第34回・第44回（2024年8月4日・9月1日・8日・11月17日） - ささやき女官 役
- 家政夫のミタゾノ 第6話（2018年5月25日、テレビ朝日）
- 新しい王様（2019年1月、TBS）
- まだ結婚できない男（2019年10月8日 - 12月10日、関西テレビ・フジテレビ） - 山下香織 役
- セミオトコ 最終話（2019年9月13日、テレビ朝日）
- 時効警察はじめました 第三話（2019年10月25日、テレビ朝日）
- いいね!光源氏くん（2020年4月4日 - 5月23日、NHK総合） - 宇都宮亜紀 役
  - いいね!光源氏くん し〜ずん2（2021年6月7日 - 28日）
- 恋する母たち（2020年10月23日 - 12月18日、TBS） - 小森琴美 役
- 土曜＋1「シンギュラリTV2043」第1回（2020年11月7日、BSフジ）
- ザ・モキュメンタリーズ〜カメラがとらえた架空世界〜 第6話「ハラハラ♥ハラスメント」（2021年5月24日、WOWOW）
- レッドアイズ 監視捜査班 （2021年1月23日 - 3月27日、日本テレビ） - 沼尻菜々 役
- 連続テレビ小説（NHK）
  - おかえりモネ 第22週（2021年10月） - 村越晴香 役
  - あんぱん 第18週（2025年7月） - マサ子 役
- 星新一の不思議な不思議な短編ドラマ『夜と酒と』（2022年7月5日、NHK BSプレミアム/10月4日、NHK総合）
- 連続ドラマW（WOWOW）
  - 鵜頭川村事件（2022年8月 - 10月） - ハナ 役
  - 湊かなえ「落日」 第3話（2023年9月24日） - 橋口陽菜 役
- BSプレミアムドラマ 拾われた男 LOST MAN FOUND 第1話（2022年6月26日、NHK BSプレミアム・ディズニープラス）
- ノンレムの窓 2023・新春 第3話「大人になってからの友達作り」（2023年1月7日、日本テレビ） - 麻理恵 役
- 夜ドラ 超人間要塞ヒロシ戦記（2023年2月13日 - 3月16日、NHK総合） - ノラ 役
- ホスト相続しちゃいました（2023年5月9日、関西テレビ・フジテレビ） - 珠希 役
- 私と夫と夫の彼氏（2023年6月1日 - 8月3日、テレビ東京） - 金子あかり 役
- ブラックガールズトーク 3話（2024年2月19日、テレビ東京） - 山城さやか 役
- これから配信はじめます 第1話・第2話（2024年3月9日・16日、テレビ東京） - 江口愛 役
- ユーミンストーリーズ 第3週「春よ、来い」（2024年3月、NHK総合） - 養護教諭 役
- 花咲舞が黙ってない 第3シリーズ 第8話（2024年6月1日、日本テレビ） - 河合あや 役
- シュガードッグライフ（2024年8月 - 9月、ABCテレビ・テレビ朝日） - 桐生部長 役
- 母の待つ里 最終話（2024年8月23日、NHK BSプレミアム4K） - 田村エミ 役
- ホットスポット 第4話（2025年2月2日、日本テレビ） - 野崎 役
- 愛の、がっこう。（2025年7月10日 - 、フジテレビ） - 橋本恵美子 役[14]

### 配信ドラマ
- もうちょい、奪い愛with生ドラマ（2017年1月21日 - 3月4日、AbemaTV） - 朝比奈真純 役[2][3][15]
- 主夫メゾン（2021年2月26日 - 3月26日、TELASA） - 小宮優 役[16]
- モモウメ（2021年、Hulu / 日本テレビ）
- 金魚妻 第6話（2022年2月14日、Netflix）
- ヒヤマケンタロウの妊娠 第5話（2022年4月21日、Netflix / テレビ東京）- いずみ 役
- 覆面D（2022年、ABEMA）
- 今際の国のアリス Season2 第一話（2022年12月22日、Netflix）
- 僕の手を売ります #4（2023年4月15日、FOD）- 小和田直美 役

### バラエティ番組
- 演劇人は、夜な夜な、下北の街で呑み明かす…（2017年、BSスカパー!）
- アウト×デラックス (2020年、フジテレビ)　-ゲスト

### CM
- 大幸薬品 正露丸クイックC 「クダリーマン」（2017年）
- 日本コカ・コーラ こだわりレモンサワー檸檬堂（2019年）
- 花王 エマール（2021年）
- イオン銀行CM「イオン銀行 セレクトクラブ特典」(2023年）

## 受賞歴
- CoRich舞台芸術まつり!2014 俳優賞（劇団□字ック『荒川、神キラーチューン』）[6]

## 著書

### 雑誌連載
- 小野寺ずるのお芝居のアソコ（『演劇ぶっく』） - イラスト&エッセイ
- 小野寺ずるのお散歩エロジェニック（『演劇キック』） - イラスト&エッセイ
- 小野寺ずるの女の平和（『えんぶ』） - インタビュー企画
- 小野寺ずるのド腐れ漫画帝国（『日刊SPA!』）　- 漫画連載

### 詩集
- すてばちる（2019年5月1日、えんぶ社[17]）